# Darlene Love
Darlene Love (narozena jako Darlene Wright; 26. července 1941 ) je americká zpěvačka a herečka, nejvíce známá jako interpret hitu "He's a Rebel" z šedesátých let 20. století. Dne 15. prosince 2010 bylo oznámeno, že bude uvedena do Rock and Roll Hall of Fame a dne 14. března 2011 tam byla uvedena.